# Kakkarasi, Sorab
Kakkarasi là một làng thuộc tehsil Sorab, huyện Shimoga, bang Karnataka, Ấn Độ.